# 索孚
索 孚（さく ふ、? - 355年）は、五胡十六国時代前涼の人物。字は国明。敦煌郡の出身。

## 生涯
射術に巧みで、10を射ればそのうち8,9を当てることが出来た。
或る者が彼へ「射術に法はあるかね」と問うと、索孚は「射術の法というのは、人主が天下を治めるのと同じです。射者にも弓の強弱、矢の軽重があり、弓が法度に合わず、矢が端直でなければ、使い手が逢蒙といえども、当てる事は出来ません。才を称する官がおらず、万の事務が尽く荒廃していたならば、堯・舜が君主といえども、治めることなど出来ぬでしょう」と答えた。
やがて前涼の君主張駿から招聘を受け、参軍となった。
当時、張駿は石田の開墾について議していたが、索孚は「およそ治者という者は、天機に逆らわずに動き、地徳を破らずに動くものです。昔、后稷は百穀の種を蒔きましたが、磐石には耕しませんでした。禹は江河を渡るとき、流れに逆らいませんでした。今、石を田と為そうとしておりますが、土を運んで穀を植えても、計る所損としかならず、百石を尽く畝としても、収める所は三石にも満たないでしょう。安んじる事は出来ないと存じます」と諫めた。張駿はこれに激怒し、伊吾都尉に左遷して城から出した。
その後、張掖郡太守に昇進した。
355年7月、宗族である河州刺史張瓘は枹罕に鎮し、強大な兵力を有していた。当時の君主張祚はこれを疎ましく思い、枹罕の守備を索孚に交代するよう命じた。その為、索孚は後任の河州刺史となって枹罕へ向かったが、張瓘は張祚の意図を察知し、索孚を殺害して張祚討伐の兵を挙げた。